# Leadova, Bar
Leadova (în ucraineană Лядова) este un sat în comuna Juravlivka din raionul Bar, regiunea Vinnița, Ucraina.

## Demografie
Componența lingvistică a localității Leadova
     Ucraineană (98,01%)
     Rusă (1,99%)
Conform recensământului din 2001, majoritatea populației localității Leadova era vorbitoare de ucraineană (98,01%), existând în minoritate și vorbitori de rusă (1,99%).